# MPEG-4 Parte 20
MPEG-4 Part 20, ou MPEG-4 Lightweight Application Scene Representation (LASeR), é um padrão de mídia avançada dedicado aos setores de dispositivos móveis, embarcados e eletrônicos de consumo, especificado pelo grupo de padronização MPEG. O LASeR é baseado no SVG Tiny e adiciona métodos para enviar atualizações dinâmicas e um formato de compressão binária.
O documento ISO que define LASeR é ISO 14496-20, Lightweight Application Scene Representation (LASeR) e Simple Aggregation Format (SAF).

## Introdução
MPEG-4 Parte 20 é uma especificação projetada para representar e fornecer serviços de mídia avançada para dispositivos com recursos limitados, como telefones celulares. Ele define dois formatos binários: LASeR, Lightweight Application Scene Representation, um formato binário para codificação de cenas 2D, incluindo gráficos vetoriais e modificações temporizadas da cena; e SAF, Simple Aggregation Format, um formato binário para agregar em um único fluxo conteúdo LASeR com fluxos de áudio/vídeo.

## LASeR, um formato binário para representar conteúdo de serviços de mídia avançada
A especificação LASeR foi projetada para permitir a representação eficiente de cenas 2D descrevendo serviços de mídia avançada para dispositivos de restrição. Um serviço de mídia avançada é uma apresentação dinâmica e interativa que compreende gráficos vetoriais 2D, imagens, texto e material audiovisual. A representação de tal apresentação inclui a descrição da organização espacial e temporal de seus diferentes elementos, bem como suas possíveis interações e animações.
O MPEG avaliou as tecnologias de ponta no campo da codificação de composição. Vendo que nenhum deles era satisfatório para dispositivos de restrição como celulares, a MPEG decidiu criar o padrão LASeR. Os requisitos do LASeR incluíam eficiência de compressão, código e consumo de memória. O padrão LASeR atende a esses requisitos com base no formato Scalable Vector Graphics (SVG) existente definido pelo World Wide Web Consortium e, particularmente, em seu perfil Tiny já adotado no setor móvel. O LASeR complementa o SVG definindo um pequeno conjunto de extensões de teclas compatíveis ajustadas de acordo com os requisitos. Essas extensões principais permitem, entre outras coisas: a sincronização precisa de quadros da cena com os elementos audiovisuais, o streaming e a compressão eficiente de conteúdo SVG. O fluxo de trabalho do conteúdo LASeR, desde a criação com base em SVG até o consumo, é mostrado na Figura 1.
A capacidade de streaming do LASeR é um benefício do conceito de fluxo LASeR, inspirado no padrão MPEG-4 BIFS. Um fluxo LASeR é a concatenação de uma cena inicial e suas modificações temporizadas, que podem ser enviadas em modo de streaming de um servidor para um cliente de maneira temporizada.
A compressão eficiente melhora os tempos de entrega e decodificação, bem como o tamanho do armazenamento, e é obtida por uma representação binária compacta da árvore de cena SVG. Esta representação compacta é adaptada para a compactação eficiente de conteúdo SVG. Técnicas de codificação específicas foram projetadas para codificação simples, porém eficiente, de dados específicos de SVG.

## SAF, a agregação de LASeR e material audiovisual
A entrega de conteúdo Rich Media para dispositivos de restrição é uma tarefa desafiadora que consiste em entregar a representação da apresentação junto com todo o material audiovisual usado nela. Uma entrega eficiente, especialmente em redes móveis de baixa largura de banda, requer reatividade e fluidez.
A especificação SAF define ferramentas para permitir o transporte de conteúdo LASeR junto com seu material audiovisual anexado de acordo com esses requisitos. A especificação SAF define um formato binário para um fluxo SAF, composto por um fluxo LASeR com qualquer tipo de fluxo de mídia. Os fluxos SAF são fluxos multiplexados de baixa sobrecarga que podem ser entregues com sucesso usando qualquer mecanismo de entrega: download e reprodução, download progressivo, streaming ou transmissão. Para alcançar a reatividade, a especificação SAF define o conceito de unidade de cache que permite o envio antecipado de subconteúdo que será usado posteriormente na apresentação.
Os fluxos SAF podem ser:
- empacotado em RTP /RSTP (formato de carga útil definido em RFC 3640)
- empacotado em arquivos MP4 / 3GP (mapeamento definido com SAF)
- empacotado no MPEG-2 Transport Stream (o mapeamento SL definido na ISO/IEC 14496-8)

## Aplicações alvo
Portais interativos móveis (como mostrado na Figura 1), TV móvel (por 3G, DVB-H, DMB, …), desenhos animados 2D, mapas gráficos vetoriais interativos, widgets 2D, etc.